# SC Rot-Weiß Oberhausen-Rhld. 1904 2010-2011
Questa voce raccoglie le informazioni riguardanti il  SC Rot-Weiß Oberhausen-Rhld. 1904  nelle competizioni ufficiali della stagione calcistica 2010-2011.

## Stagione
Nella stagione 2010-2011 il Rot Weiss Oberhausen, allenato da Theo Schneider, concluse il campionato di 2. Bundesliga al 17º posto. In Coppa di Germania il Rot Weiss Oberhausen fu eliminato al primo turno dal Victoria Amburgo.

## Rosa
| N. |                           | Ruolo | Calciatore           |
| -- | ------------------------- | ----- | -------------------- |
| 35 | Germania (bandiera)       | P     | Marcel Dietz         |
| 1  | Costa d'Avorio (bandiera) | P     | Stephan Loboué       |
| 21 | Germania (bandiera)       | P     | Sören Pirson         |
| 36 | Germania (bandiera)       | D     | Dominik Borutzki     |
| 19 | Germania (bandiera)       | D     | Kevin Corvers        |
| 3  | Germania (bandiera)       | D     | Daniel Embers        |
| 25 | Germania (bandiera)       | D     | Jeff Gyasi           |
| 14 | Germania (bandiera)       | D     | Fabian Hergesell     |
| 24 | Germania (bandiera)       | D     | Kevin Kolberg        |
| 18 | Croazia (bandiera)        | D     | Marinko Miletic      |
| 4  | Grecia (bandiera)         | D     | Dimitrios Pappas     |
| 5  | Germania (bandiera)       | D     | Benjamin Reichert    |
| 26 | Germania (bandiera)       | D     | Steven Ruprecht      |
| 16 | Germania (bandiera)       | D     | Thomas Schlieter     |
| 30 | Germania (bandiera)       | C     | Florian Abel         |
| 22 | Germania (bandiera)       | C     | Yohannes Bahcecioglu |
| 6  | Giamaica (bandiera)       | C     | Daniel Gordon        |

| N. |                       | Ruolo | Calciatore         |
| -- | --------------------- | ----- | ------------------ |
| 29 | Germania (bandiera)   | C     | Dennis Grote       |
| 23 | Germania (bandiera)   | C     | Markus Kaya        |
| 2  | Germania (bandiera)   | C     | Mario Klinger      |
| 20 | Germania (bandiera)   | C     | Tim Kruse          |
| 15 | Germania (bandiera)   | C     | Marcel Landers     |
| 17 | Germania (bandiera)   | C     | Oliver Petersch    |
| 8  | Kazakistan (bandiera) | C     | Genrïx Şmïdtgal'   |
| 9  | Germania (bandiera)   | C     | Patrick Schönfeld  |
| 27 | Turchia (bandiera)    | A     | Musa Çelik         |
| 32 | Germania (bandiera)   | A     | Marvin Ellmann     |
| 13 | Germania (bandiera)   | A     | Ronny König        |
| 7  | Germania (bandiera)   | A     | Emmanuel Krontiris |
| 11 | Germania (bandiera)   | A     | Moses Lamidi       |
| 33 | Germania (bandiera)   | A     | Felix Luz          |
| 10 | Italia (bandiera)     | A     | Mike Terranova     |
| 28 | Danimarca (bandiera)  | A     | Mike Tullberg      |

## Organigramma societario
Area tecnica
- Allenatore: Theo Schneider
- Allenatore in seconda: Oliver Adler
- Preparatore dei portieri: Manfred Behrendt
- Preparatori atletici:

## Risultati

### 2. Bundesliga

#### Girone di andata
| Arbitro: | Fritz |

|                                   |           |                |
| Domovčijski 30’ Djuricin 49’, 80’ | Marcatori | 7’, 78’ Lamidi |

| Arbitro: | Kampka |

|            |           |  |
| Gordon 64’ | Marcatori |  |

| Arbitro: | Schriever |

|            |           |                         |
| Gerber 78’ | Marcatori | 59’ Reichert 66’ Lamidi |

| Arbitro: | Schößling |

|                                      |           |           |
| Lamidi 11’ Klinger 79’ Terranova 83’ | Marcatori | 45’ Yahia |

| Paderborn 21 settembre 2010, ore 17:30 CEST 5ª giornata | Paderborn  | 0 – 0 referto | RW Oberhausen | Energieteam Arena (5 234 spett.)\| Arbitro: \| Willenborg \| |
| Arbitro:                                                | Willenborg |               |               |                                                              |

| Arbitro: | Schalk |

|           |           |  |
| König 75’ | Marcatori |  |

| Arbitro: | Leicher |

|                               |           |  |
| Maierhofer 44’, 49’ Şahan 82’ | Marcatori |  |

| Oberhausen 17 ottobre 2010, ore 13:30 CEST 8ª giornata | RW Oberhausen | 0 – 0 referto | Monaco 1860 | Niederrheinstadion (5 820 spett.)\| Arbitro: \| Metzen \| |
| Arbitro:                                               | Metzen        |               |             |                                                           |

| Arbitro: | Drees |

|                            |           |  |
| Paulus 59’ (rig.) Kern 69’ | Marcatori |  |

| Arbitro: | Steuer |

|  |           |                               |
|  | Marcatori | 23’ Rafael 40’ Thurk 68’ Hain |

| Arbitro: | Rafati |

|                    |           |         |
| Benyamina 43’, 90’ | Marcatori | 30’ Luz |

| Arbitro: | Christ |

|                                             |           |  |
| Fink 48’ Langeneke 61’ (rig.) Torghelle 88’ | Marcatori |  |

| Arbitro: | Steinhaus |

|                                |           |  |
| Petersch 2’ Luz 23’ Lamidi 85’ | Marcatori |  |

| Arbitro: | Kempter |

|                                                     |           |  |
| Staffeldt 2’ Chrisantus 47’ Zimmermann 65’ Rupp 90’ | Marcatori |  |

| Arbitro: | Schmidt |

|            |           |                       |
| Lamidi 55’ | Marcatori | 45’ Arslan 50’ Stehle |

| Fürth 10 dicembre 2010, ore 18:00 CET 16ª giornata | Greuther Fürth | 0 – 0 referto | RW Oberhausen | Trolli Arena (5 030 spett.)\| Arbitro: \| Steuer \| |
| Arbitro:                                           | Steuer         |               |               |                                                     |

| Arbitro: | Ittrich |

|  |           |                                                 |
|  | Marcatori | 3’ Shao 43’ Brzenska 54’ Petersen 90’ Jovanović |

#### Girone di ritorno
| Arbitro: | Aytekin |

|                 |           |                                         |
| Kaya 15’ (rig.) | Marcatori | 7’, 67’ Lasogga 70’ (rig.) K'obiashvili |

| Arbitro: | Kampka |

|                                     |           |  |
| Mölders 19’, 55’, 59’ Fillinger 51’ | Marcatori |  |

| Arbitro: | Steuer |

|           |           |           |
| König 47’ | Marcatori | 27’ Leitl |

| Arbitro: | Fritz |

|                          |           |          |
| Korkmaz 16’ Federico 87’ | Marcatori | 8’ König |

| Arbitro: | Thielert |

|                           |           |  |
| Bahcecioglu 17’ König 52’ | Marcatori |  |

| Arbitro: | Gagelmann |

|                                |           |           |
| Kastrati 10’, 14’ Andersen 69’ | Marcatori | 19’ König |

| Oberhausen 25 febbraio 2011, ore 18:00 CET 24ª giornata | RW Oberhausen | 0 – 0 referto | Duisburg | Niederrheinstadion (12 161 spett.)\| Arbitro: \| Perl \| |
| Arbitro:                                                | Perl          |               |          |                                                          |

| Arbitro: | Siebert |

|           |           |            |
| Lauth 73’ | Marcatori | 85’ Gordon |

| Arbitro: | Kempter |

|           |           |                        |
| Kruse 78’ | Marcatori | 26’ Klingbeil 52’ Kern |

| Arbitro: | Fischer |

|                                |           |  |
| Verhaegh 21’ Bellinghausen 55’ | Marcatori |  |

| Arbitro: | Leicher |

|  |           |                       |
|  | Marcatori | 70’ Madouni 84’ Peitz |

| Arbitro: | Schalk |

|                 |           |                                  |
| Kaya 51’ (rig.) | Marcatori | 58’ (rig.) Langeneke 61’ Beister |

| Arbitro: | Thielert |

|                                             |           |                                         |
| Heidinger 50’ Reichert 56’ (aut.) Tadić 90’ | Marcatori | 12’ Terranova 55’ König 58’ (rig.) Kaya |

| Arbitro: | Steinhaus |

|                    |           |               |
| Terranova 28’, 64’ | Marcatori | 6’ Chrisantus |

| Arbitro: | Fischer |

|                                       |           |  |
| Auer 14’, 71’ (rig.) Stieber 51’, 66’ | Marcatori |  |

| Arbitro: | Wingenbach |

|            |           |                                      |
| Gordon 81’ | Marcatori | 23’, 29’ Onuegbu 55’ Haas 65’ Müller |

| Arbitro: | Aytekin |

|                                |           |         |
| Jula 16’ Petersen 85’ Sōma 88’ | Marcatori | 83’ Luz |

### Coppa di Germania
| Arbitro: | Dankert |

|          |           |  |
| Rahn 29’ | Marcatori |  |

## Statistiche

### Statistiche di squadra
| Competizione      | Punti | In casa | In casa | In casa | In casa | In casa | In casa | In trasferta | In trasferta | In trasferta | In trasferta | In trasferta | In trasferta | Totale | Totale | Totale | Totale | Totale | Totale | DR  |
| Competizione      | Punti | G       | V       | N       | P       | Gf      | Gs      | G            | V            | N            | P            | Gf           | Gs           | G      | V      | N      | P      | Gf     | Gs     | DR  |
| ----------------- | ----- | ------- | ------- | ------- | ------- | ------- | ------- | ------------ | ------------ | ------------ | ------------ | ------------ | ------------ | ------ | ------ | ------ | ------ | ------ | ------ | --- |
| 2. Bundesliga     | 28    | 17      | 6       | 3       | 8       | 18      | 25      | 17           | 1            | 4            | 12           | 12           | 40           | 34     | 7      | 7      | 20     | 30     | 65     | -35 |
| Coppa di Germania | -     | 0       | 0       | 0       | 0       | 0       | 0       | 1            | 0            | 0            | 1            | 0            | 1            | 1      | 0      | 0      | 1      | 0      | 1      | -1  |
| Totale            | -     | 17      | 6       | 3       | 8       | 18      | 25      | 18           | 1            | 4            | 13           | 12           | 41           | 35     | 7      | 7      | 21     | 30     | 66     | -36 |

### Andamento in campionato
| Giornata  | 1  | 2 | 3 | 4 | 5 | 6 | 7 | 8 | 9 | 10 | 11 | 12 | 13 | 14 | 15 | 16 | 17 | 18 | 19 | 20 | 21 | 22 | 23 | 24 | 25 | 26 | 27 | 28 | 29 | 30 | 31 | 32 | 33 | 34 |
| --------- | -- | - | - | - | - | - | - | - | - | -- | -- | -- | -- | -- | -- | -- | -- | -- | -- | -- | -- | -- | -- | -- | -- | -- | -- | -- | -- | -- | -- | -- | -- | -- |
| Luogo     | T  | C | T | C | T | C | T | C | T | C  | T  | T  | C  | T  | C  | T  | C  | C  | T  | C  | T  | C  | T  | C  | T  | C  | T  | C  | C  | T  | C  | T  | C  | T  |
| Risultato | P  | V | V | V | N | V | P | N | P | P  | P  | P  | V  | P  | P  | N  | P  | P  | P  | N  | P  | V  | P  | N  | N  | P  | P  | P  | P  | N  | V  | P  | P  | P  |
| Posizione | 11 | 8 | 6 | 6 | 5 | 3 | 6 | 6 | 7 | 10 | 11 | 12 | 10 | 11 | 13 | 13 | 15 | 15 | 15 | 16 | 16 | 15 | 16 | 15 | 15 | 17 | 17 | 17 | 17 | 17 | 17 | 17 | 17 | 17 |

Legenda:

Luogo: C = Casa; T = Trasferta. Risultato: V = Vittoria; N = Pareggio; P = Sconfitta.

### Statistiche dei giocatori
| Giocatore      | 2. Bundesliga | 2. Bundesliga | 2. Bundesliga | 2. Bundesliga | Coppa di Germania | Coppa di Germania | Coppa di Germania | Coppa di Germania | Totale   | Totale | Totale      | Totale     |
| Giocatore      | Presenze      | Reti          | Ammonizioni   | Espulsioni    | Presenze          | Reti              | Ammonizioni       | Espulsioni        | Presenze | Reti   | Ammonizioni | Espulsioni |
| -------------- | ------------- | ------------- | ------------- | ------------- | ----------------- | ----------------- | ----------------- | ----------------- | -------- | ------ | ----------- | ---------- |
| M. Dietz       | -             | -             | -             | -             | -                 | -                 | -                 | -                 | -        | -      | -           | -          |
| S. Loboué      | -             | -             | -             | -             | 1                 | 0                 | 0                 | 0                 | 1        | 0      | 0           | 0          |
| S. Pirson      | 34            | 0             | 0             | 0             | -                 | -                 | -                 | -                 | 34       | 0      | 0           | 0          |
| D. Borutzki    | -             | -             | -             | -             | -                 | -                 | -                 | -                 | -        | -      | -           | -          |
| K. Corvers     | 1             | 0             | 0             | 0             | -                 | -                 | -                 | -                 | 1        | 0      | 0           | 0          |
| D. Embers      | 11            | 0             | 1             | 0             | -                 | -                 | -                 | -                 | 11       | 0      | 1           | 0          |
| J. Gyasi       | -             | -             | -             | -             | -                 | -                 | -                 | -                 | -        | -      | -           | -          |
| F. Hergesell   | 25            | 0             | 4             | 1             | 1                 | 0                 | 0                 | 0                 | 26       | 0      | 4           | 1          |
| K. Kolberg     | -             | -             | -             | -             | -                 | -                 | -                 | -                 | -        | -      | -           | -          |
| M. Miletic     | 17            | 0             | 4             | 1             | 1                 | 0                 | 1                 | 0                 | 18       | 0      | 5           | 1          |
| D. Pappas      | 22            | 0             | 7             | 1             | 1                 | 0                 | 0                 | 0                 | 23       | 0      | 7           | 1          |
| B. Reichert    | 28            | 1             | 6             | 0             | 1                 | 0                 | 0                 | 0                 | 29       | 1      | 6           | 0          |
| S. Ruprecht    | 1             | 0             | 0             | 0             | -                 | -                 | -                 | -                 | 1        | 0      | 0           | 0          |
| T. Schlieter   | 20            | 0             | 3             | 0             | -                 | -                 | -                 | -                 | 20       | 0      | 3           | 0          |
| F. Abel        | -             | -             | -             | -             | -                 | -                 | -                 | -                 | -        | -      | -           | -          |
| Y. Bahcecioglu | 6             | 1             | 0             | 0             | -                 | -                 | -                 | -                 | 6        | 1      | 0           | 0          |
| D. Gordon      | 17            | 3             | 7             | 0             | 1                 | 0                 | 0                 | 0                 | 18       | 3      | 7           | 0          |
| D. Grote       | 13            | 0             | 2             | 0             | -                 | -                 | -                 | -                 | 13       | 0      | 2           | 0          |
| M. Kaya        | 33            | 3             | 8             | 0             | 1                 | 0                 | 0                 | 0                 | 34       | 3      | 8           | 0          |
| M. Klinger     | 26            | 1             | 3             | 0             | -                 | -                 | -                 | -                 | 26       | 1      | 3           | 0          |
| T. Kruse       | 16            | 1             | 3             | 0             | -                 | -                 | -                 | -                 | 16       | 1      | 3           | 0          |
| M. Landers     | 28            | 0             | 3             | 1             | 1                 | 0                 | 0                 | 0                 | 29       | 0      | 3           | 1          |
| O. Petersch    | 33            | 1             | 2             | 0             | 1                 | 0                 | 0                 | 0                 | 34       | 1      | 2           | 0          |
| H. Şmïdtgal'   | 18            | 0             | 4             | 0             | -                 | -                 | -                 | -                 | 18       | 0      | 4           | 0          |
| P. Schönfeld   | 23            | 0             | 3             | 0             | 1                 | 0                 | 0                 | 0                 | 24       | 0      | 3           | 0          |
| M. Çelik       | 4             | 0             | 1             | 0             | 1                 | 0                 | 0                 | 0                 | 5        | 0      | 1           | 0          |
| M. Ellmann     | 2             | 0             | 0             | 0             | -                 | -                 | -                 | -                 | 2        | 0      | 0           | 0          |
| R. König       | 29            | 6             | 2             | 0             | 1                 | 0                 | 0                 | 0                 | 30       | 6      | 2           | 0          |
| E. Krontiris   | 13            | 0             | 1             | 0             | 1                 | 0                 | 0                 | 0                 | 14       | 0      | 1           | 0          |
| M. Lamidi      | 18            | 6             | 2             | 0             | 1                 | 0                 | 0                 | 0                 | 19       | 6      | 2           | 0          |
| F. Luz         | 9             | 3             | 1             | 0             | -                 | -                 | -                 | -                 | 9        | 3      | 1           | 0          |
| M. Terranova   | 21            | 4             | 6             | 1             | -                 | -                 | -                 | -                 | 21       | 4      | 6           | 1          |
| M. Tullberg    | -             | -             | -             | -             | -                 | -                 | -                 | -                 | -        | -      | -           | -          |